# 黃質 (弘治進士)
黃質（1475年—？），字文之，山東東昌府濮州范縣人，軍籍，明朝政治人物。

## 生平
弘治十一年（1498年）戊午科山東鄉試第四十二名。弘治十八年（1505年）乙丑科第三甲第六名進士。官順天府永清縣知縣。正德四年（1509年）六月授户科給事中，遷禮科，十一年六月升湖广布政司左参议，

## 家族
曾祖父黃叔昭，知縣；祖父黃述；父黃儼。前母王氏；母劉氏。具庆下。兄黄贯；弟黄宾。